# 島根県立松江東高等学校
島根県立松江東高等学校（しまねけんりつ まつえひがしこうとうがっこう）は、島根県松江市にある公立高等学校。通称「東高（ひがしこう）」。

## 概要
松江市内の人口増加に伴い、市内5校目の県立高校として1983年に開校。文部科学省のスーパーサイエンスハイスクール（SSH）に指定されている。
県内の他県立高校同様、研修旅行は実施されないでいたが平成27年度から研修旅行が実施されることになった。対象生徒は、平成26年(2014年)入学生徒からである。

## 沿革
- 1981年5月26日 松江･八束地区県立高等学校立地検討委員会において新設高等学校を松江市西川津地区に設立することが適当と答申。
- 1981年9月9日 松江新設高等学校（仮称）設立が島根県教育委員会において決定。
- 1982年8月25日 島根県教育委員会において､校名を松江東高等学校､設置学科を普通科とすることを決定。
- 1983年1月1日 島根県立松江東高等学校設置｡
- 1983年2月23日 開設事務室を新校舎に移転。
- 1983年3月10･11日 島根県立松江北高等学校において昭和58年度入学者選抜学力検査実施。
- 1983年4月1日 校章､校歌､校旗及び制服制定。
- 1983年4月9日 松江東高等学校開校式､並びに第1期生入学式挙行｡
- 1983年9月26日 島根県立松江東高等学校生徒会発足。
- 1984年5月8日 島根県立松江東高等学校竣工式挙行。
- 1986年4月10日 補習科開講式挙行。
- 1986年4月15日 創立記念館竣工。
- 1987年3月27日 財団法人｢嵩の嶺会｣認可。
- 1987年3月30日 校地1,216m2拡張。
- 1993年4月10日 創立10周年記念環境整備完工。
- 1993年10月2日 創立10周年記念式典挙行。
- 1998年5月1日 創立記念館増築竣工。
- 2003年4月18日 創立20周年記念事業､弓道･アーチェリー場完工。
- 2003年6月5日 スーパーサイエンスハイスクール（SSH）に指定。
- 2003年10月25日 創立20周年記念式典。
- 2004年12月15日 正門に門扉設置。
- 2006年4月3日 スーパーサイエンスハイスクールに新規指定（5年間）。

## 設置学科
- 全日制 普通科

## 所在地
- 〒690-0823 島根県松江市西川津町510番地
北緯35度29分5.3秒 東経133度4分42.7秒 / 北緯35.484806度 東経133.078528度

## 部活動
部活動に関して、野球部は、選抜高等学校野球大会に出場経験がある。近年はバスケットボール部・ボート部・アーチェリー部がインターハイの常連となっている。文化部は、合唱部・弦楽部・吹奏楽部・美術部・文化創造部は全国大会への出場経験あり。
文化部
- ESS
- 演劇部
- 合唱部
- 弦楽部
- 華道同好会
- 茶道同好会
- JRC部
- 書道部
- 吹奏楽部
- 美術部
- 文化創造部

運動部
- アーチェリー部
- 弓道部
- 剣道部
- 水泳部
- サッカー部
- ソフトテニス部
- 卓球部
- テニス部
- バスケットボール部
- バドミントン部
- バレー部
- ハンドボール部
- ボート部
- 野球部
- 陸上部

## 有名な卒業生
- 出雲阿国 - 芸人（吉本興業所属）
- 山内健司（かまいたち）  - 芸人（吉本興業所属）
- 星村麻衣 - シンガーソングライター
- 神門光太朗 - NHKアナウンサー
- 川島恵 - MRT宮崎放送アナウンサー
- 須田良規 - プロ雀士、「東大を出たけれど」原作者
- 広瀬健太 - バスケットボール選手
- 安部潤 - バスケットボール選手
- サニー横山 - エアショーパイロット
- 大和未知 - シンガーソングライター
- 加賀爪タッド（本名・加賀爪忠勝）：音楽プロデューサー、ボーカリスト、ギタリスト、作詞作曲家、編曲家、松江観光大使
- 生越千晴 - 女優
- 立川幸之進 - 落語家

## 学校周辺
- 島根大学
- 島根大学総合博物館アシカル